# Neritos pectinata
Neritos pectinata är en fjärilsart som beskrevs av Rothschild 1935. Neritos pectinata ingår i släktet Neritos och familjen björnspinnare. Inga underarter finns listade i Catalogue of Life.